# Milan Luhový
Milan Luhový (* 1. ledna 1963 Ružomberok) je bývalý slovenský fotbalový útočník, československý reprezentant, účastník Mistrovství světa 1990 v Itálii, kde vstřelil i jeden gól (v zápase základní skupiny s USA). Jeho bratrem je Ľubomír Luhový.

## Klubová kariéra
Svou kariéru začal v Púchově, jako osmnáctiletý v roce 1981 přestoupil do Slovanu Bratislava a odtud o tři roky později zamířil do Dukly Praha, kam odešel plnit svou tehdejší základní vojenskou službu, poté na Julisku přestoupil a v armádním klubu zůstal do roku 1990. V lize odehrál 221 utkání a vstřelil 101 branek.
Poté na pět let zamířil do zahraničí, hrál ve Španělsku (Gijón), Francii (St. Étienne), Řecku (PAOK Soluň) a Belgii (St. Truiden), kde také v roce 1995 ukončil kariéru.

## Reprezentační kariéra
Premiéru v reprezentačním dresu si odbyl v zápase proti Švédsku 6. října 1982 (kvalifikace na ME 1984). Posledním zápasem bylo přátelské utkání proti Norsku 25. září 1991. V československé reprezentaci odehrál celkem 31 zápasů a vstřelil 7 branek.

## Úspěchy
- Dvakrát se stal nejlepším střelcem československé ligy (1988, 1989)
- Člen Klubu ligových kanonýrů
- 3× zvítězil v československém poháru (v roce 1982 se Slovanem Bratislava a v letech 1985 a 1990 s Duklou Praha)